# David Don
David Don  (Doo Hillock, Forfarshire, Escócia, 21 de dezembro de 1799 — Londres, 8 de dezembro de 1841) foi um botânico britânico. 

## Publicações
- Prodromus florae nepalensis, 1825